# Gud så gott
Gud så gott är ett svenskt TV-program som blandar religion och mat. Programmets första säsong består av 7 avsnitt, och premiärsändes på SVT2 den 22 oktober 2019. Programledare för serien är Johanna Westman och Anna Lindman. I programmet ställer sig Johanna och Anna frågan om varför religionerna har så mycket att säga till om vad vi stoppar i munnen och vad som vi inte får äta. I serien medverkar även bland annat Pia Johansson, Özz Nüjen och Annika Spalde.